# João Pedro Cardoso

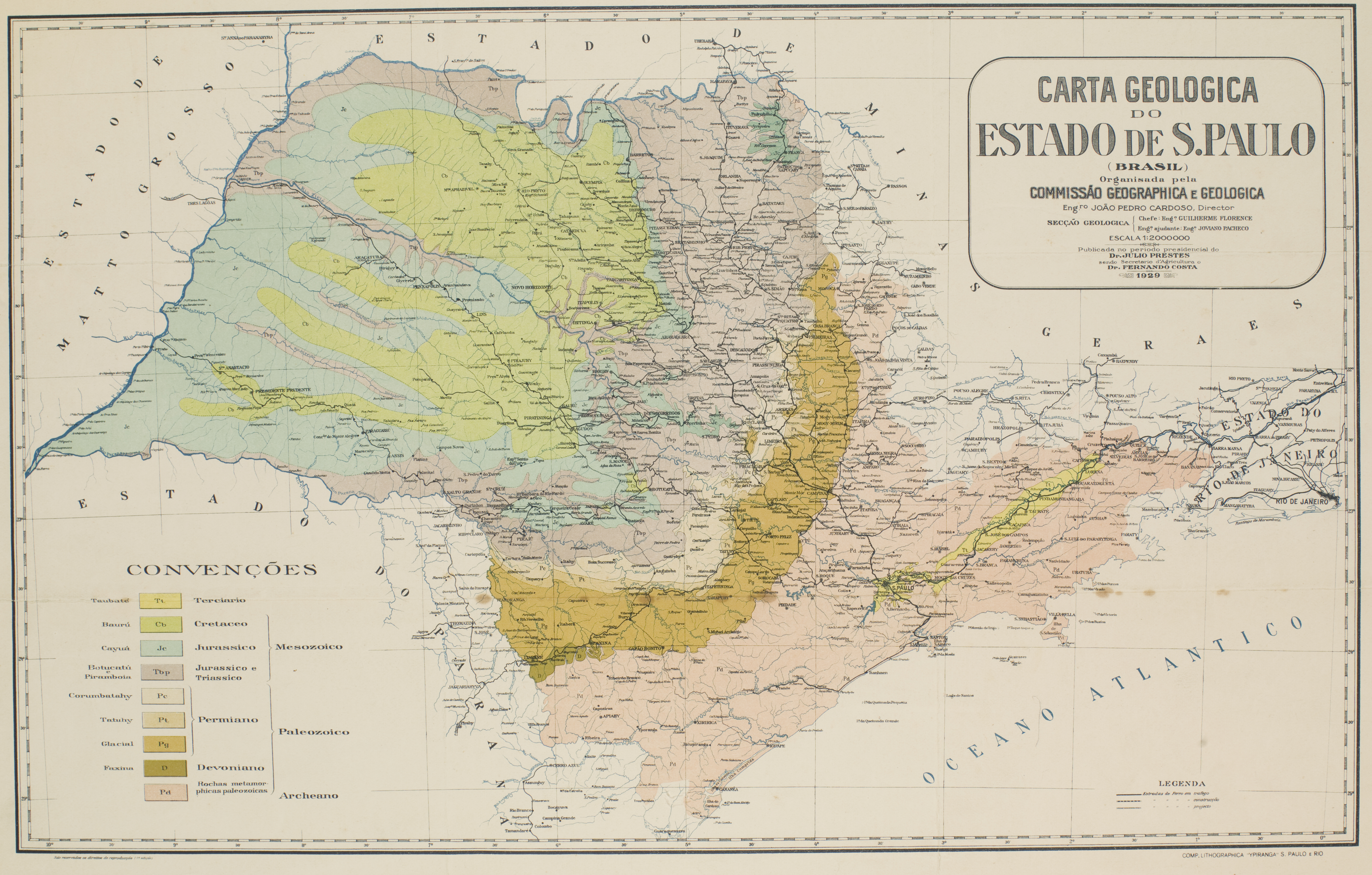
Carta Geológica do Estado de S. Paulo, em que consta o nome de João Pedro Cardoso como diretor. Documento do Arquivo Aguirra.

João Pedro Cardoso (Pindamonhangaba, 17 de janeiro de 1871 - São Paulo, 8 de julho de 1957) foi uma figura pública paulista importante na primeira metade do século XX atuando principalmente como pesquisador e diretor da Comissão Geográfica e Geológica (CGG). Sendo funcionário público da e Obras Publicas Secretaria de Estado dos Negocios da Agricultura, Commercio por 10 anos e depois diretor da CGG de São Paulo entre 1905 e 1931.
Cursou a Escola Politécnica do Rio de Janeiro, onde formou-se engenheiro civil em 1895. Como estudante trabalhou na construção na Companhia Mogiana de estradas de ferro (1893).
Como da CGG diretor realizou diversos trabalhos que relatos, levantamentos cartográficos e estudos detalhados de geografia, geologia, climatologia, botânica, hidrografia e zoologia. O trabalho realizado serviu de base para a ocupação territorial das áreas até então consideradas “desconhecidas” no Estado. Como por exemplo no dia 6 de outubro de 1921, assinou termo de acordo, estabelecendo os limites definitivos entre o Estado de São Paulo e o Rio de Janeiro, os quais foram aprovados pelo Congresso.
Após sua aposentadoria, passou a viver em um sítio bandeirante às margens da parada do quilômetro 33 da  da Estrada de Ferro Sorocabana em Itapevi. Após a sua morte, a região e a estação foram batizadas de "Engenheiro Cardoso".